# Rebozo

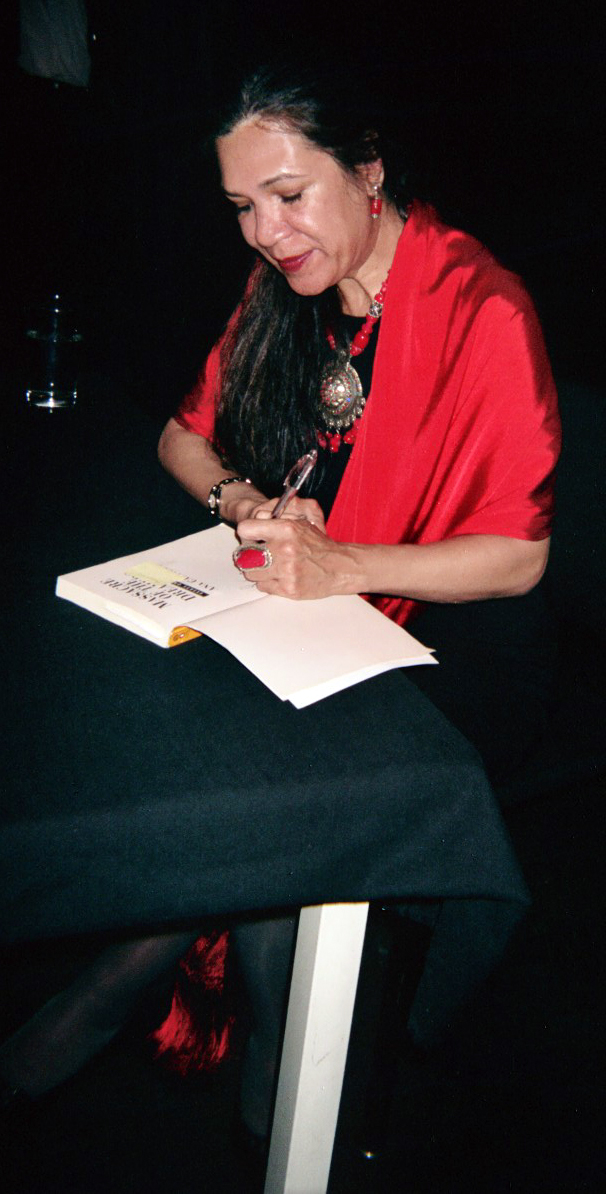
La scrittrice Ana Castillo indossa un rebozo.

Il rebozo è un tipico accessorio dell'abbigliamento femminile messicano. Esso consiste in un rettangolo di tessuto, le cui dimensioni possono variare da 1,5 a 3 metri, e può essere realizzato in cotone, lana, seta o articela. Può essere indossato come se fosse una sciarpa e spesso viene utilizzato per portare neonati o oggetti. I modelli realizzati in un unico colore e senza fantasie sono chiamati Chalinas. Il rebozo è utilizzato spesso per i costumi delle danze folkloristiche messicane.

## Storia
I rebozo sono i prodotti nelle mescolanze etniche dovute alla colonizzazioni spagnole. Non si sa con esattezza se gli indigeni residenti in Messico lo conoscessero prima dell'arrivo dei coloni spagnoli, ma la parola "rebozo" è apparsa per la prima volta nella lingua spagnola intorno al 1562.
I rebozo sono realizzati un po' in tutto il territorio messicano, ma quelli più rinomati sono i modelli prodotti a Michoacán, Oaxaca, Querétaro, e San Luis Potosí. Soprattutto quest'ultima città, la patria degli otomi, popolazione nota per l'arte della tessitura, è stato realizzato il costosissimo modello Rebozo Caramelo.